# Doak VZ-4
Il Doak VZ-4, indicato anche con la designazione aziendale Doak Model 16, fu un convertiplano del tipo ad elica intubata sviluppato dall'azienda aeronautica statunitense Doak Aircraft Company negli anni cinquanta e rimasto allo stadio di prototipo.
Realizzato per rispondere ad una specifica emessa dal United States Army, l'esercito statunitense, per un velivolo con caratteristiche VTOL, era originariamente mosso da un motore aeronautico turboelica Lycoming YT53 con potenza da 630 kW, poi rimpiazzato da una turbina Lycoming T53-L-1 (750 kW)..
Il solo esemplare realizzato, numero di serie 56-9642, è conservato ed esposto presso le strutture museali dell'U.S. Army Transportation Museum situato a Fort Eustis in Virginia.

## Utilizzatori

### Militari
Stati Uniti
- United States Army

### Governativi
Stati Uniti
- NASA

### Pubblicazioni
- (EN) Roy Stevenson, Doak's One-Off, in Aviation History, luglio 2014,  pp. 14-15.